# Pierre de Fretaud
Pierre de Fretaudou  de Frétot, mort le 21 mai  1357,  est un prélat français du XIVe siècle. Il est archevêque de Tours de 1335 à 1357. 
Il doit principalement son élection à la recommandation du pape Benoît XII. Il tient un concile à Château-Gontier en 1336, et un autre à Saumur en 1342.